# Estació de Lles
Lles, o Lles Estació d'Esquí i Muntanya, és una estació d'esquí nòrdic situada al municipi de Lles de Cerdanya. El refugi es troba a la zona del Cap del Rec. La creua el torrent de l'Orri on desaigua l'estany de l'Orri a la falda de la Tossa Plana de Lles (2.916 m).
L'estació va obrir l'any 1970. En total té 35 km de pistes d'esquí de fons situades entre les cotes de 1.900 i 2.335 m. Estan repartides segons dificultat en:
- Circuit verd: 11 km
- Circuit blau: 8 km
- Circuit vermell: 6 km
- Circuit negre: 3 km
- Circuit de skating: 13 km

A més disposa d'un circuit per raquetes i caminants. El circuit verd de l'Autopista passa pel refugi del Pradell i connecta amb l'estació d'Aransa. Aquest circuit Lles-Aransa és on té lloc un dels circuits de la Marxa Pirineu, carrera d'esquí de fons que té lloc cada any a principis d'any.